# Critic de film
Critic de film este o persoană specializată în analizarea și interpretarea producțiilor cinematografice - filmul. El, criticul de film, dezvăluie greșelile și lipsurile din realizarea producției, comentează, interpretează și caracterizează producția, o cataloghează între alte realizări.
De multe ori de el, de criticul de film, depinde și participarea spectatorilor la vizionarea producției cinematografice, în ultima instanță de rețeta rezultatelor financiare.
Un rol important criticul de film îl are la participarea în juriile festivalurilor internaționale de film. Aici rolul său este determinant în acordarea premiilor respectivului festival.